# Illustrierte
Eine Illustrierte (Kurzform zu Illustrierte Zeitschrift) ist eine periodisch erscheinende Publikumszeitschrift mit besonders vielen Bildern. Stark illustrierte Zeitschriften, insbesondere der „Regenbogenpresse“, neigen oft zum Boulevardjournalismus. Da früher das Drucken von Bildern noch aufwendiger war und auch teureres Papier erforderte, spezialisierten sich einige Zeitschriften auf bildintensive Themen und journalistische Stile. Sonstige Zeitschriften und vor allem Zeitungen waren eher spärlich bebildert. Da im Laufe der Zeit das Drucken von Bildern einfacher wurde, verloren die Illustrierten an ihrer Alleinstellung und Bedeutung.

## Merkmale und Eigenschaften
Illustrierte werden für gewöhnlich wöchentlich, halbmonatlich, monatlich oder vierteljährlich herausgegeben, also in ganz unterschiedlichen Periodizitäten. Sie werden häufig in Farbe und auf beschichtetem Papier, mittlerweile bei den neueren Titeln auch auf Hochglanzpapier, gedruckt. Sie sind zu einem großen Teil Kaufzeitungen, die im Einzelhandel und an Kiosken vertrieben werden.
Illustrierte beinhalten Artikel über Themen von allgemeinem Interesse, sind in einer leicht verständlichen Sprache geschrieben und dienen der Unterhaltung. Themen sind je nach Titel unterschiedlich, auch variiert das Niveau der einzelnen Titel sehr. Neben aktuellen politischen und gesellschaftlichen Themen, werden auch Skandalgeschichten, Berichte über die Adelshäuser und Prominente, sowie Sex and Crime thematisiert.

## Geschichte und Entwicklung
Illustrationen von Blättern sind bereits seit dem 15. Jahrhundert bekannt; diese Spottschriften und Informationsblätter wurden häufig mit Holzschnitten illustriert. Die Illustration der Tagespresse setzt Ende des 18. Jahrhunderts in Europa ein; Verwendung fanden hier vor allem Kupferstiche. Die damals prägende Entwicklung kam durch die Modezeitschriften wie Le cabinet des modes (1785–1792) oder Le Journal des dames et des modes (1797–1839).
Nach dem Vorbild der Illustrated London News und der L’Illustration (Paris) erschien ab dem 1. Juli 1843 die Illustrirte Zeitung.
Technische Erfindungen wie die Schnellpresse, die Fadenheftmaschine, die Autotypie, neue Papierherstellungsverfahren und vor allem die großflächige Durchsetzung der Fotografie, die Verbesserungen in der Fototechnik sowie die Möglichkeit der Fernübertragung von Bildern ermöglichten die Ausdifferenzierung von Vorläufern des Zeitschriftenformats der Illustrierten ab Mitte des 19. Jahrhunderts. Der Illustriertenmarkt entwickelte sich zum Massenmarkt.

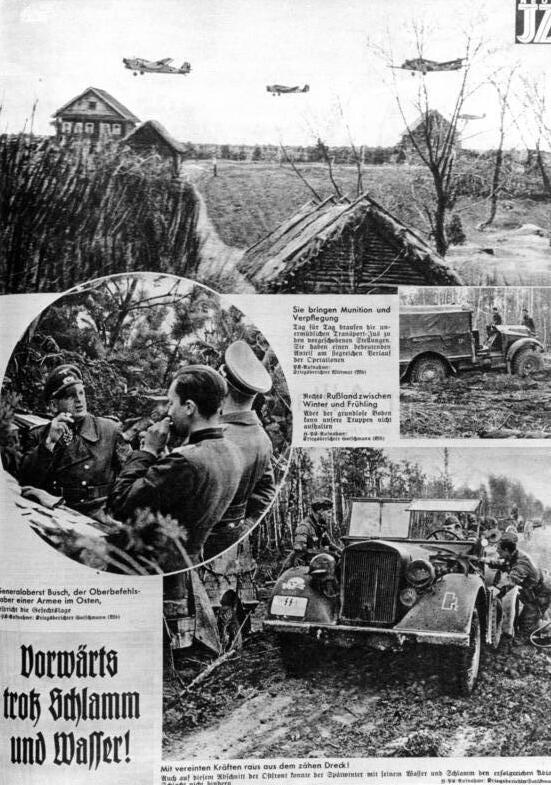
Deutsche Propaganda-Illustrierte im Zweiten Weltkrieg

Der Fotojournalismus entstand Anfang des 20. Jahrhunderts; Klassiker in der Illustriertenbranche waren zu dieser Zeit  die Berliner Illustrirte Zeitung sowie die Arbeiter Illustrierte Zeitung (AIZ), sie erreichten solche hohe Auflagen von jeweils 500.000 Exemplaren. 1930 war die wöchentliche Gesamtauflage der Illustrierten in Deutschland circa 5 Millionen Exemplare, die Reichweite soll sogar 20 Millionen Leser betragen haben.
In den 1960er Jahren beherrschte die Bauer Verlagsgruppe den Illustriertenmarkt in Deutschland, seit einigen Jahrzehnten bekommt er allerdings Konkurrenz durch die Verlage Axel Springer, Burda und Gruner + Jahr.

## Populäre Illustrierte
Eine Auswahl nach Ländern unterteilt:
Deutschland:
- Brigitte (seit 1886)
- BUNTE (seit 1954)
- Constanze (1948–1969)
- Film und Frau (1948–1969)
- Gala (seit 1994)
- Jasmin (1968–1973)
- Kristall (1946–1966)
- Münchner Illustrierte Presse (1924–1944)
- Neue Berliner Illustrierte (1945–1991)
- Neue Illustrierte (1946–1966)
- Quick (1948–1992)
- (Neue) Revue (1946–2008)
- stern (seit 1948)
- SUPERillu (seit 1990)
- Weltbild (1946–1961)
- Zeit im Bild (1946–1969)

Österreich:
- Die ganze Woche (seit 1985)
- News (seit 1992)
- Tirolerin
- WIENER  (seit 1979)

Schweiz:
- annabelle (seit 1938)
- Glückspost  (seit 1884)
- Schweizer Illustrierte (seit 1911)

Frankreich:
- Excelsior (begr. 1910)
- Femina (begr. 1903)
- Musica (begr. 1902)
- Paris Match (seit 1949)
- VU (1928–1940)

USA:
- Life (1883–2000)
- Look (1937–1971)